# Ulf Kirsten
Ulf Kirsten (født 4. december 1965 i Riesa, Østtyskland) er en pensioneret tysk fodboldspiller, der spillede som angriber hos Bayer Leverkusen i den tyske Bundesliga, og før dette i den bedste østtyske liga hos Dynamo Dresden. I sin tid hos Leverkusen blev han hele tre gange topscorer i Bundesligaen, og var med til at vinde DFB-Pokalen i 1993.
Kirsten spillede i alt 100 landskampe for henholdsvis det østtyske og det fællestyske landshold.

## Klubkarriere
Kirsten startede sin seniorkarriere i 1983 hos Dynamo Dresden, en af storklubberne i den daværende østtyske Oberliga. I 1990 blev han desuden kåret til Årets Spiller i Østtyskland.
Efter Tysklands genforening i 1990 fik østtyske spillere lov til at spille for klubber i det gamle vest, og dette udnyttede Kirsten til at skrive kontrakt med Bundesliga-klubben Bayer 04 Leverkusen. Her var han tilknyttet i de følgende 14 sæsoner, og nåede at score 182 mål for klubben i 350 kampe. I 1993, 1997 og 1998 blev han Bundesligaens topscorer og er (pr. marts 2009) den femte-mest scorende spiller i hele ligaens historie.
Kirsten vandt med Leverkusen DFB-Pokalen (den tyske pokalturnering) i 1993, og var i 2002 desuden med til at nå finalen i Champions Leauge, der dog blev tabt til spanske Real Madrid. Han sluttede sin karriere året efter, ved afslutningen af 2002-03-sæsonen.

## Landshold
Kirsten nåede over en periode på 16 år at spille 100 landskampe. De første 49 blev spillet for Østtyskland, hvor han scorede 14 mål. Efter Tysklands genforening blev han, sammen med andre østtyske spillere som Matthias Sammer og Thomas Doll, inkluderet i det nye fællestyske landshold, som han repræsenterede 51 gange med 21 scoringer til følge.
Kirste var en del af den tyske trup til både VM i 1994 i USA, VM i 1998 i Frankrig og EM i 2000 i Belgien og Holland.

## Titler
DFB-Pokal
- 1993 med Bayer Leverkusen

- Wikimedia Commons har flere filer relateret til Ulf Kirsten